# Байгеєво
Байге́єво (рос. Байгеево, чув. Старак) — присілок у складі Цівільського району Чувашії, Росія. Входить до складу Таушкасинського сільського поселення.
Населення — 238 осіб (2010; 234 у 2002).
Національний склад:
- чуваші — 98 %